# Чемпионат России по футболу среди женщин 1996 (первая лига)
Первая лига по футболу среди женских команд 1996 — 5-й футбольный турнир Первой лиги — второго по силе дивизиона в системе женских футбольных лиг России. Победителем Первой лиги стал клуб КМВ из Пятигорска.

## Участники
Сводная статистика участников
учтены матчи завершённых сезонов
без учёта мячей забитых в сериях послематчевых пенальти
с учётом технических результатов

| команда        | команда         | сезоны | сезоны     | Результаты выступлений | Результаты выступлений | Результаты выступлений | Результаты выступлений | Результаты выступлений | Результаты выступлений | Результаты выступлений | Результат в сезоне 1995 | Примечания             |
| наименование   | город           | #      | года       | И                      | В                      | Н                      | П                      | ЗМ                     | ПМ                     | РМ                     | Результат в сезоне 1995 | Примечания             |
| -------------- | --------------- | ------ | ---------- | ---------------------- | ---------------------- | ---------------------- | ---------------------- | ---------------------- | ---------------------- | ---------------------- | ----------------------- | ---------------------- |
| Русь-Чертаново | Москва          | 2      | 1992, 1995 | 43                     | 24                     | 8                      | 11                     | 86                     | 47                     | +39                    | Первая лига, 6-е место  | Русь (1992)            |
| Сила           | Санкт-Петербург | 2      | 1993—1994  | 35                     | 12                     | 5                      | 18                     | 42                     | 53                     | -11                    | Высшая лига, 10-е место | Циклон (1993)          |
| КМВ            | Пятигорск       | 1      | 1995       | 18                     | 9                      | 4                      | 5                      | 37                     | 15                     | +22                    | Первая лига, 4-е место  |                        |
| Анна           | Нововоронеж     | 1      | 1995       | 18                     | 6                      | 4                      | 8                      | 19                     | 22                     | -3                     | Первая лига, 7-е место  | Спорт (Воронеж) (1995) |
| ЦСК ВВС-2      | Самара          | 1      | 1995       | 18                     | 3                      | 6                      | 9                      | 19                     | 55                     | -36                    | Первая лига, 8-е место  |                        |
| Марсель        | Рязань          | —      | —          | —                      | —                      | —                      | —                      | —                      | —                      | —                      | —                       | дебютант               |

По итогам соревнований в Первой лиги 1995 году на повышение в Высшую лигу 1996 перешли команды: Кубаночка (Краснодар), КАМАЗ (Набережные Челны) и Текстильщик (Раменское).
Из Высшей лиги 1995 из-за финансовых трудностей перешла Сила (Санкт-Петербург).
В зимнее межсезонье команды Первой лиги 1995 Виктория-ЗАП (Ставрополь) и Юность России (Оренбург) прекратили существование по финансовым причинам.
Зимой клуб Спорт (Воронеж) переехал в Нововоронеж и сменил названия на «Анну».
Так как Второй лиги в сезоне 1996 годе не было, то вновь созданный клуб Марсель был заявлен в Первую лигу.

## Турнирная таблица
| Поз | Команда                 | И  | В | Н | П | МЗ | МП | РМ  | О  | Квалификация или выбывание |
| --- | ----------------------- | -- | - | - | - | -- | -- | --- | -- | -------------------------- |
| 1   | КМВ (Пятигорск)         | 10 | 7 | 3 | 0 | 21 | 4  | +17 | 24 | Переход в Высшую лигу      |
| 2   | Марсель (Рязань)        | 10 | 7 | 1 | 2 | 38 | 6  | +32 | 22 | Переход в Высшую лигу      |
| 3   | Сила (Санкт-Петербург)  | 10 | 4 | 4 | 2 | 15 | 10 | +5  | 16 |                            |
| 4   | Анна (Нововоронеж)      | 10 | 4 | 1 | 5 | 13 | 15 | -2  | 13 |                            |
| 5   | Русь-Чертаново (Москва) | 10 | 2 | 1 | 7 | 10 | 29 | -19 | 7  |                            |
| 6   | Вологжанка (Вологда)    | 10 | 0 | 2 | 8 | 4  | 37 | -33 | 2  |                            |
| —   | ЦСК ВВС-2 (Самара)      | —  | — | — | — | —  | —  | —   | —  | снялся                     |

1. ↑  ЦСК ВВС-2, проведя два матча снялся с соревнований — результаты аннулированы'"`UNIQ--ref-0000001D-QINU`"'.